# 조양자
조양자(한국 한자: 趙洋子, 1955년 6월 24일 ~ )는 대한민국의 연기자 겸 연극배우이다.

## 생애
1974년 연극배우로 첫 데뷔하였고 1976년 TBC 동양방송 공채 탤런트로 정식 데뷔하였다. 이후 TV 드라마와 연극에서 활약하였다.

## 출연작
- 2022년 KBS1 《태종 이방원》 - 신덕왕후 상궁 역
- 2020년 KBS1 《기막힌 유산》 - 성판금 역
- 2016년 KBS2 《월계수 양복점 신사들》 - 태양 모 역
- 2016년 KBS2 《백희가 돌아왔다》 - 점례 역
- 2015년 SBS 《이혼변호사는 연애중》 - 나선혜의 모 역 (특별출연)
- 2014년 MBC 《내 생애 봄날》 - 최복희 역
- 2014년 tvN 《꽃할배 수사대》 - 보육원 원장 역
- 2014년 EBS 《플루토 비밀결사대》 - 프란체스카 역
- 2013년 tvN 《응답하라 1994》 - 삼천포의 할머니 역
- 2013년 JTBC 《맏이》 - 서은자 역
- 2012년 KBS1 《대왕의 꿈》 - 만호부인 역
- 2012년 SBS 《내 인생의 단비》 - 박선자 역
- 2010년 KBS1 《고마워 웃게해줘서》 - 세준 모 역
- 2010년 KBS2 《엄마도 예쁘다》 - 산청댁 역
- 2010년 KBS1 《거상 김만덕》 - 촉새어멈 역
- 2009년 MBC 《히어로》
- 2009년 SBS 《두 아내》 - 서춘화 역
- 2009년 KBS2 《전설의 고향》 - 무당 역
- 2008년 KBS2 《전설의 고향》 - 행랑어멈 역
- 2008년 KBS2 《난 네게 반했어》 - 김현자 역
- 2008년 KBS2 《최강칠우》 - 삼월의 어머니 역
- 2008년 KBS2 《 엄마가 뿔났다》
- 2007년 KBS2 《착한여자 백일홍》 - 승표 모 역
- 2007년 KBS2 《드라마시티 - 네 고객의 여자를 탐하지 마라》 - 신여사 역
- 2007년 KBS2 《드라마시티 - 참빗》 - 김향숙 역
- 2006년 KBS1 《HD TV문학관 - 달의 제단》 - 존고 역
- 2005년 KBS2 《이 죽일 놈의 사랑》
- 2005년 KBS2 《열여덟 스물아홉》 - 박순녀 역
- 2004년 MBC 《사랑한다 말해줘》 - 김정숙 보살 역
- 2003년 KBS1 《무인시대》
- 2003년 KBS1 《노란 손수건》 - 조여사 역
- 2001년 KBS1 《대추나무 사랑걸렸네》 - 장옥희 역
- 2001년 KBS2 《천둥소리》 - 강릉댁 역
- 2001년 KBS2 《인생은 아름다워》
- 2000년 KBS2 《소설 목민심서》
- 1998년 MBC 《육남매》 - 원씨 본처 역
- 1998년 KBS1 《목마들의 언덕》
- 1997년 KBS2 《아씨》
- 1997년 SBS 《미아리 일번지》 - 고창댁 역
- 1997년 KBS1 《형제》
- 1996년 KBS2 《옛날에 이 길은》
- 1995년 SBS 《옥이이모》 상구 숙모역
- 1992년 KBS2 《검은 자화상》
- 1991년 SBS 《은하수를 아시나요》 - 유씨 역
- 1990년 MBC 《몽실언니》
- 1987년 KBS1 《토지》
- 1987년 KBS1 《환멸을 찾아서》
- 1986년 KBS1 《열반제》